# Низковольтный электронный микроскоп
Низково́льтный электро́нный микроско́п (LVEM) — электронный микроскоп, работающий при низких ускоряющих напряжений электронов — в несколько киловольт или даже ниже. Несмотря на то, что низковольтный электронный микроскоп вряд ли сможет когда-нибудь полностью заменить традиционный просвечивающий электронный микроскоп, он полезен во многих практических приложениях.
При современном развитии технологий, появилась возможность объединить в одном компактном, настольном инструменте просвечивающий и сканирующий электронные микроскопы.
Относительно невысокая стоимость и «настольное» исполнение микроскопа делают LVEM микроскопы хорошей альтернативой традиционным электронным микроскопам во многих областях применения.
Работа при низких ускоряющих напряжениях позволяет увеличить контраст образцов из легких элементов. Поэтому основное применение — исследовании тонких биологических, органических и полимерных образцов.

## Преимущества
Относительно маленькая длина свободного пробега электронов в веществе органических образцов (15 нм) при ускоряющем напряжении 5 кВ приводит к тому, что для образцов с постоянной толщиной высокая контрастность  будет получаться уже при малом изменении поверхностной плотности. Например для 5 % контрастности в светлопольном изображении в низковольтном электронном микроскопе нужно отличие в поверхностной плотности на 0,07 г/см3. Это значит, что отпадает необходимость контрастировать, например, полимеры тяжелыми химическими элементами.
Современные низковольтные микроскопы имеют пространственное разрешение порядка 2,5 нм в режиме просвечивающего электронного микроскопа (ПЭМ), 2,0 нм в просвечивающего растрового электронного микроскопа (ПРЭМ) и 3,0 нм в растрового электронногой микроскопа (РЭМ)
Низкое значение ускоряющего напряжения позволяет существенно уменьшить размеры колонны микроскопа по сравнению с микроскопами с большими ускоряющими напряжениями, что позволяет низковольтному микроскопу иметь типичные размеры настольного прибора. Уменьшение размеров колонны уменьшает чувствительность к внешним вибрациям и акустическому шуму. Это, в свою очередь, приводит к тому, что низковольтный электронный микроскоп не нуждается в таких же средствах изоляции от вибраций, как традиционные электронные микроскопы.

## Ограничения
Доступные в настоящее время низковольтные микроскопы позволяют получить разрешение всего порядка 2—3 нм. Это разрешение существенно превышает возможное разрешение оптического микроскопа, однако ещё недостижимо разрешение для визуализации атомов, получаемое на традиционных (высоковольтных) микроскопах.
Для высоковольтных микроскопов необходимая толщина образца составляет 40-100 нм, в случае же низковольтного — 20—60 нм. Причём для просвечивающего и просвечивающего растрового режимов необходимы образцы толщиной менее 20 нм. Приготовление таких тонких образцов во многих случаях затруднено.

## Области применения
Низковольтная электронная микроскопия особенно эффективна для применения в следующих областях:

| - Иммунология - Цитология - Образование - Гистология | - Материаловедение - Наномедицина - Наночастицы - Углеродные нанотрубки | - Полимеры - Белки - Токсикология - Вирусы |